# Adrian Lipa
Adrian Lipa (ur. 1982 w Kielcach) – polski karateka stylu kyokushin, działacz sportowy. Posiadacz 3 dana w IKO SO-Kyokushin w Japonii. 2 i 1 dan w KWF – organizacji karate kierowanej przez Loek’a Hollandera. Wcześniej w IKO-1 kierowanym przez kancho Shōkei Matsui.
Od 1998 do 2006 roku był zawodnikiem Kieleckiego Klubu Karate Kyokushin. Pełnił funkcje Prezesa Zarządu Świętokrzyskiego Klubu Karate Kyokushin, trenera Karate Kyokushin. Był również Prezesem i współzałożycielem Świętokrzyskiego Okręgowego Związku Karate a także Prezesem zarządu Świętokrzyskiego Klubu Karate Kyokushin.
Zawodowo Adrian Lipa to doktor Uniwersytetu Ekonomicznego we Wrocławiu, autor publikacji i artykułów naukowych na temat przedsiębiorczości. Jest prezesem Konsorcjum Naukowo Edukacyjnego.

## Osiągnięcia sportowe[2]
- 2001–2006: członek Kadry Narodowej Karate Kyokushin
- 2000: wicemistrz Polski jun. Karate Kyokushin – Siedlce
- 2001: mistrz Polski pd. sen. Karate Kyokushin – Sandomierz
- 2001: mistrz Polski pd. Sen. – Sandomierz
- 2002: wicemistrz Polski pd. sen. Karate Kyokushin – Nowy Sącz
- 2002: mistrz Polski jun. Karate Kyokushin – Katowice
- 2002: III miejsce w Turnieju Ogólnopolskim o Puchar Sandomierza – Sandomierz
- 2003: wicemistrz Pucharu Polski Karate Kyokushin – Lublin
- 2003: mistrz Polski pd. Sen. Karate Kyokushin – Tarnów
- 2003: wicemistrz Polski Juniorów Karate Kyokushin – Koszalin
- 2004: mistrz Polski Szkół Wyższych – Rzeszów
- 2005: III miejsce Mistrzostwa Polski pd. Sen. Karate Kyokushin Rzeszów
- 2005: wicemistrz Polski Karate Kyokushin – Wrocław
- 2005: drużynowy mistrz Europy – Belgrad